# Света Троица (Мировяне)
„Света Троица“ е възрожденска българска православна църква в софийското село Мировяне.

## История
Църквата е построена в 1871 година. В 1880 година е изписана от дебърските майстори Михаил Благоев и Христо Благоев от Тресанче.
В архитектурно отношение е каменна базилика с дървен покрив дълга 12 m и широка 6,80 m. Майсторите на храма също са дебрани от Тресанче. Иконостасът е дървен, двуредов – с 12 апостолски и пет царски икони – Иисус Христос, Света Богородица, Света Троица, Свети Йоан Кръстител, Свети Великомъченик Харалампи.